# Jakob Wilhelm Huber
Jakob Wilhelm Huber, auch kurz Wilhelm Huber (* 6. Dezember 1787 in Düsseldorf; † 3. Juni 1871 in Zürich), war ein Schweizer Landschaftsmaler, Zeichner und Radierer.

## Leben
Jakob Wilhelm Huber wurde 1787 in Düsseldorf geboren, wo sein Vater, Johann Caspar Huber, ein Mitglied der Kunstakademie Düsseldorf, 1785 geheiratet hatte. Als Zweijähriger kam er nach Zürich. Nach erstem Unterricht bei seinem Vater erhielt er bei dem jungen Maler Jakob Christoph Miville (1786–1836) eine Ausbildung in klassischer Landschaftsmalerei. Vorbilder wie Claude Lorrain, Nicolas Poussin und Herman van Swanevelt inspirierten sein Interesse für die italienische Landschaft. Anregungen empfing er in den Jahren 1805 bis 1807 auch von dem Landschaftsmaler Ludwig Hess.

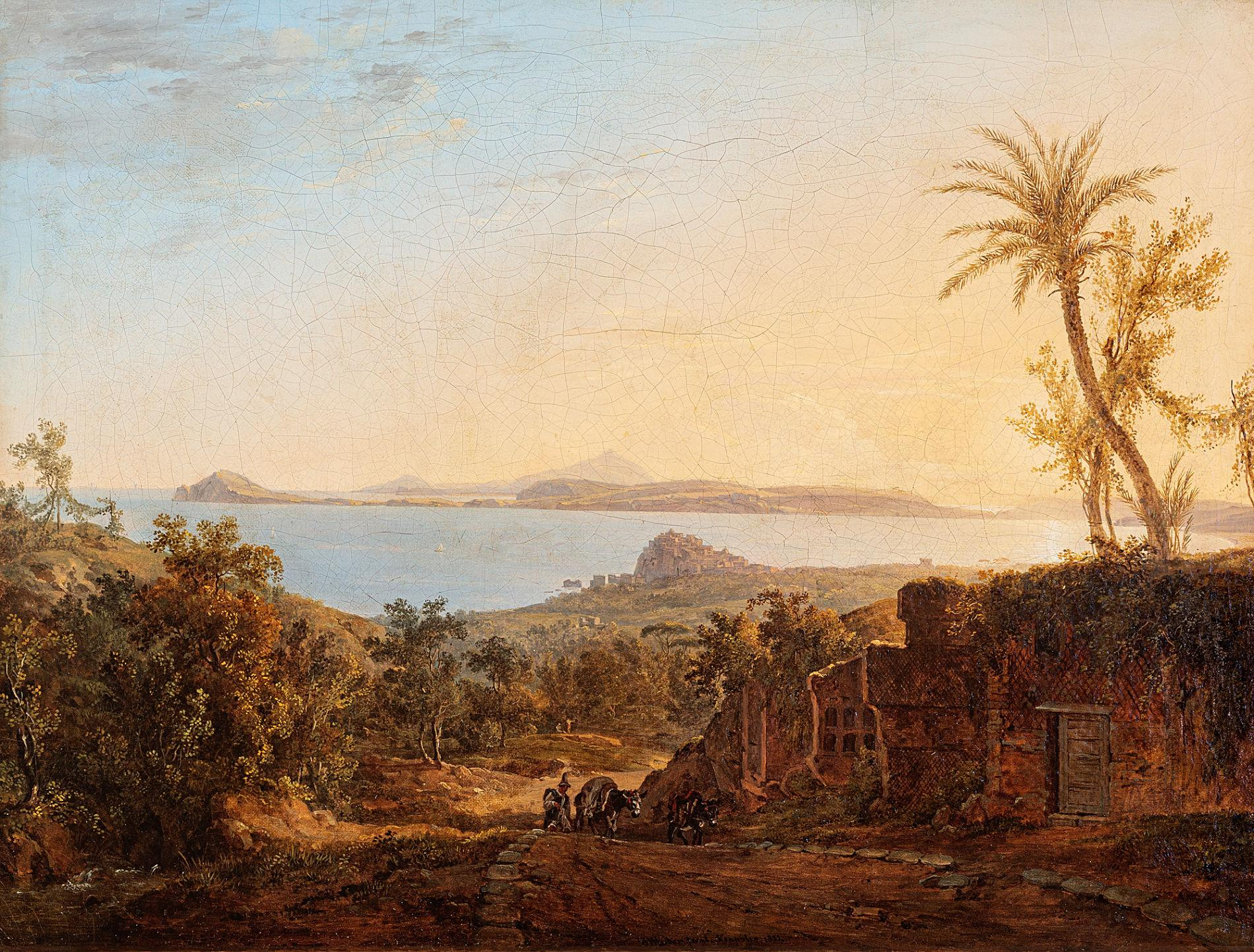
Ansicht von Ischia über den Golf von Neapel

1808 ging Huber auf Wanderschaft, unter anderem, um dem Militärdienst zu entfliehen. Nach einem halben Jahr in München besuchte er in den Jahren 1808/1809 die Wiener Kunstakademie. Auch als Zeichenlehrer war er dort tätig. Nachdem er 1809/1810 eine Weile in Karlsruhe gelebt hatte, zog er mit der befreundeten Malerin und Radiererin Sophie Reinhard im Herbst 1810 nach Rom. In Stadt und Umgebung zeichnete er Landschaften. Bekanntschaft machte er in dieser Zeit mit Joseph Anton Koch und Peter Cornelius, den er auf einer Reise nach Orvieto begleitete. Mit dem Wiener Maler Joseph Rebell, Sophie Reinhard und der Mailänder Künstlerin Bianca Milesi (1790–1849) reiste Huber 1812 nach Neapel. 1815 nahm er dort festen Wohnsitz. In der Entourage von Carlos Fitz-James Stuart, 7. Duke of Berwick, dem er Zeichenunterricht erteilte, bereiste er 1816 Sizilien, wo sechs Studien entstanden, die er später für das von Jean-Frédéric d’Ostervald herausgegebene Werk Voyage pittoresque en Sicile verwendete.
Wegen des Carbonari-Aufstandes in Neapel kehrte er 1821 über verschiedene Zwischenstationen nach Zürich zurück. Bevor er sich dort 1824 endgültig niederliess und heiratete, unternahm Huber zahlreiche Reisen durch Deutschland. In Stuttgart, Karlsruhe, Darmstadt, Frankfurt am Main, Mainz und Mannheim verkehrte er mit angesehenen und hochgestellten Persönlichkeiten. 1833 weilte er in Paris. Allmählich gab er seine künstlerische Tätigkeit auf. Zunehmend widmete er sich dem einträglicheren Nebenerwerb als Flachmaler. In Zürich war er ausserdem politisch tätig.

## Werk
Huber gehörte zu den zahlreichen Künstlern, die in Italien Veduten für ein touristisches Publikum fertigten. Er schuf Studien von Kirchen und Ruinen in Rom, die er in Gemälde, Aquarelle und Grafiken umsetzte und verkaufte. Die Radierung St. Petersdom durch das Schlüsselloch (um 1810) brachte ihm ersten Erfolg. Daneben entstanden in und um Neapel Naturskizzen sowie ab 1817 Studien in Ruinen von Pompeji. Zwischen 1823 und 1832 arbeitete Huber an der Herausgabe eines Prachtbandes mit 24 pompejanischen Ansichten, die der Zürcher Altertumsforschers Johann Jakob Horner (1772–1831) mit Kommentaren versah (Ruinen Pompejis, Zürich 1832, Graphische Sammlung der ETH Zürich). Aufträge und Ausstellungserfolge in Neapel begründeten ab 1815 einen gewissen Wohlstand.